# Committee for Relevant Art
Committee for Relevant Art (CORA) is een non-profitplatform van kunstenaars en kunstcritici en -liefhebbers in Nigeria en een uitgever. De leden omschrijven zichzelf als cultural landscapists en richten zich op maatschappelijke betrokkenheid en discussie over culturele kwesties.
De organisatie werd op 2 juni 1991 opgericht en is betrokken bij de organisatie van verschillende evenementen en activiteiten om culturele expressie en hedendaagse kunst te ondersteunen. CORA richt zich met name op Nigeria, maar vindt ook weerklank in de rest van het Afrikaanse continent. De organisatie besteedt aandacht aan verschillende cultuurvormen, waaronder literatuur, theater, kleinkunst, film en de productie en ontwikkeling van televisieprogramma's en muziek.
CORA is de (mede)organisator achter verschillende evenementen in Lagos, zoals het driemaandelijkse Art Stampede en jaarlijks het Lagos Book & Art Festival (LABAF), het openluchtfestival Cinema Carnival en Lagos Comics Carnival. Ze is verder uitgever van een magazine en van het kwartaalblad Lagos The City Arts Guide, geeft verschillende boeken uit en richtte enkele bibliotheken op. Verder dient ze als platform voor verschillende fora, zoals het Arthouse Forum.
In 2006 werd de Committee for Relevant Art onderscheiden met een Prins Claus Prijs. De prijs werd uitgereikt als eerbetoon aan de 'energieke activiteiten' en om aandacht te vestigen op de bijdrage van 'toegewijde burgers aan het stimuleren van de kunsten'.
Enkele artiesten die verbonden zijn aan CORA zijn regisseur Wole Oguntokun en schrijver en filmmaker Onyeka Nwelue.